# علم کاربردی‌سازی
علم کاربردی سازی (به انگلیسی: Translational science) یکی از شاخه‌های میان رشته‌ای علوم است که هدف آن، پر کردن شکاف میان علوم پایه و علوم کاربردی از راه برگرداندن دانش به کاربرد می‌باشد. این واژگان بیشتر در علوم پزشکی و تجربی به کار می‌رود و می‌خواهد یافته‌های آزمایشگاهی را به کاربرد بالینی واگرداند.
علم کاربردی سازی یافته‌های پژوهشی از هنگامی پیش کشیده شد که دکتر الیاس زرهونی سرپرست NIH در سال ۲۰۰۵، نوشتاری با نام ”علوم کاربردی سازی و بالینی – آمادگی برای دیدگاهی تازه“ در ژورنال NEJM به چاپ رساند. از آن هنگام تا کنون واژگان علم کاربردی سازی با بازگویی‌های گوناگون گزارش و شناسانده شده. برای نمونه، برخی پژوهشگران از آن به فرایندی یاد می‌کنند که از آزمایشگاه تا بالین بیمار رخ می‌دهد تا دارو، دستگاه یا درمان تازه‌ای پدید آید (تعریف فراورده محور) ولی برخی دیگر کاربردی سازی را تنها برگرداندن یافته‌های پژوهشی به کارکرد می‌دانند (تعریف روش محور).